# Merscheider Hof

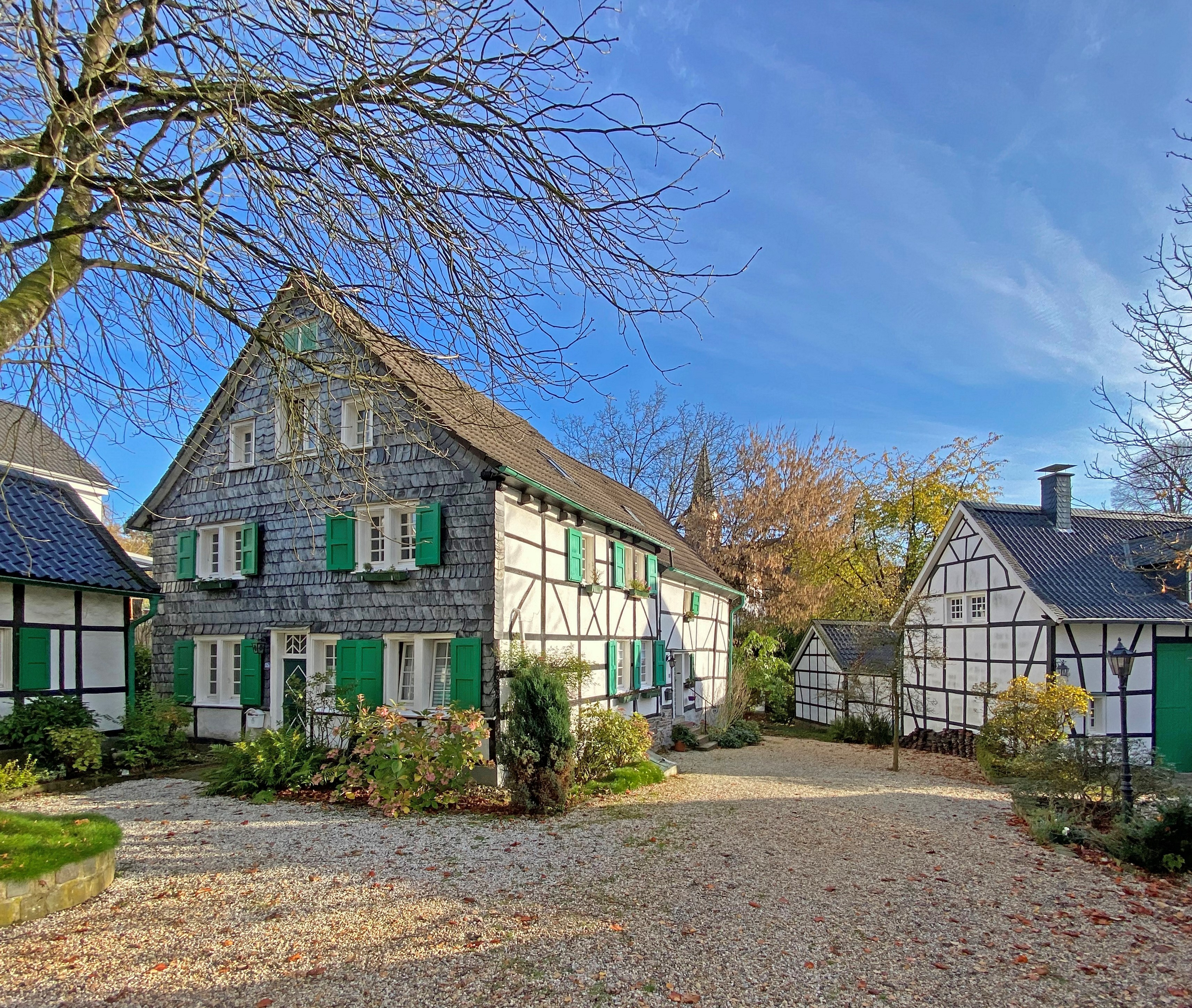
Merscheider Hof, hier Herzogstraße 52b-c mit Nebengebäuden

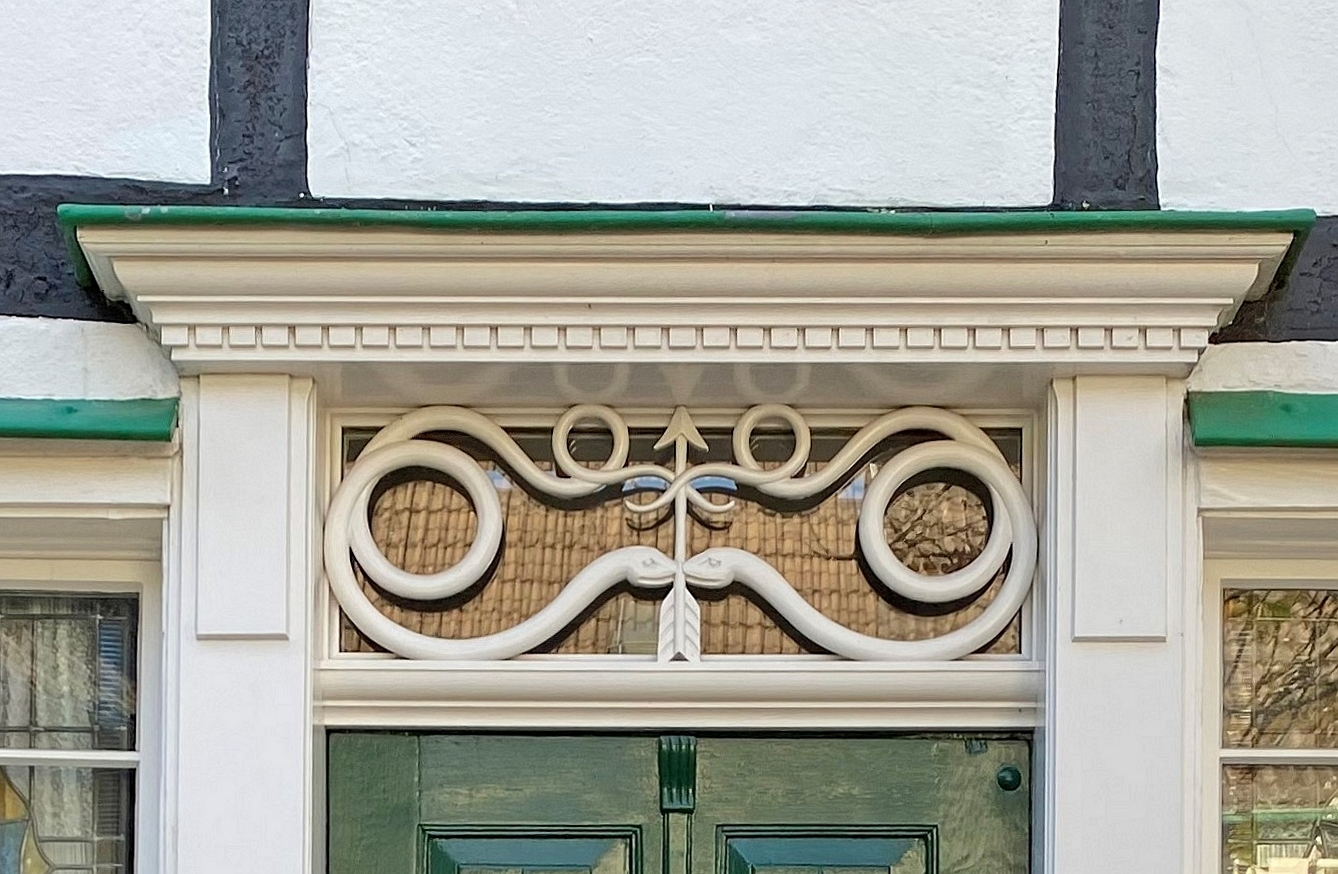
Herzogstraße 48b, Holzschnitzerei mit Schlangenmotiv im Oberlicht

Der Merscheider Hof ist eine denkmalgeschützte Wohnanlage im Stadtteil Merscheid der bergischen Großstadt Solingen. Er besteht aus einer Gruppe von Fachwerkhäusern hauptsächlich aus dem 17. und 18. Jahrhundert.
Die Hofanlage befindet sich in einer Senke zwischen Herzog- und Turnerstraße inmitten eines Wohngebiets des heutigen Stadtteils Merscheid und hat die Adresse Herzogstraße 48–52e. Sie besteht aus einem älteren Hauptgebäude (Herzogstraße 52 b–d) aus dem 17. oder 18. Jahrhundert und einem jüngeren Hauptgebäude (Herzogstraße 48b) aus dem 18. Jahrhundert. Bei beiden Hauptgebäuden handelt es sich um zweigeschossige Fachwerkhäuser mit Satteldächern, die von zwei weiteren zweigeschossigen und drei eingeschossigen Nebengebäuden umgeben sind. Diese wurden unter anderem als Scheunen oder Ställe genutzt. Das Gebäude Herzogstraße 48b verfügt über ein bemerkenswertes Portal mit Holzschnitzereien mit Schlangenmotiv im Oberlicht. Dabei handelt es sich jedoch nur um eine Nachbildung des Originals, welches gestohlen wurde.
Die Anlage wurde ursprünglich rein bäuerlich genutzt, der im 14. Jahrhundert erstmals erwähnte Hof gilt dabei als Keimzelle des heutigen Stadtteils. Sein Name ging auf die im 19. Jahrhundert gebildete Bürgermeisterei Merscheid und den heutigen Stadtteil über. Im 18. und 19. Jahrhundert wandelte sich die Hofschaft in eine für den Solinger Raum typische Wohn- und Gewerbehofschaft.
Ab 1979 wurde der Merscheider Hof umfassend saniert und zu Wohnhäusern umgebaut. Bereits zuvor vom Landeskonservator des Rheinischen Amtes für Denkmalpflege als Denkmal eingestuft, wurde er am 9. Oktober 1984 unter der Nummer 61 Teil der Solinger Denkmalliste. Für die vorbildliche Sanierung des Ensembles wurde der Denkmalschutzpreis 1994 des Bergischen Geschichtsvereins, Abteilung Solingen e. V. verliehen.